# تحلل إمدي
تفكيك إمدي (يطلق عليه أيضاً تفاعل إمدي أو اختزال إمدي) هي طريقة اختزال لكاتيون امونيوم رباعي إلى أمين ثلاثي مع ملغمة صوديوم 
هذا التفاعل العضوي وُصف لأول مرة علم 1909 من قبل الكيميائي الألماني هيرمان إمدي Hermann Emde وظل لفترة طويلة مثالاً في التركيب للأكالويد, على سبيل المثال إفيدرين.
توجد عوامل اختزال بديلة لهذا التفاعل; على سبيل المثال, هيدريد ألومنيوم الليثيوم.